# Wilberforce University
Wilberforce University ist eine private kulturwissenschaftliche Universität in Wilberforce in Ohio, die 1856 gegründet wurde und der African Methodist Episcopal Church angeschlossen ist.

## Geschichte
Die 1856 gegründete Einrichtung ist die älteste private historische afroamerikanische Hochschule der Vereinigten Staaten, die auch Afroamerikaner gehörte und von ihnen geführt wurde. Damals war sie zwar illegal und sozial geächtet, weil man den Schwarzen höhere Bildung nicht zugetraut hatte. Daher brauchte es eine klare Vision und einen starken Willen, eine solche Institution ins Leben zu rufen. Sie ist nach William Wilberforce benannt, einem englischen Politiker des 18. Jahrhunderts, der sich für die Abolition und im britischen Parlament maßgeblich gegen den Sklavenhandel einsetzte, so dass der transatlantische Sklavenhandel im britischen Reich 1807 und die Sklaverei 1833 verboten wurde.
Der Ort und die Schule waren auch Teil der Underground Railroad, die Schwarzen aus der Sklaverei vom Süden herkommend half in den freieren Norden und nach Kanada zu gelangen. Der amerikanische Bürgerkrieg (1861–1865) zwang die Schule, temporär schließen zu müssen. Bereits im März 1863, Daniel A. Payne, ein Bischof der African Methodist Episcopal Church, verhandelte erneut für eine Eröffnung, und am 10. Juli 1863 konnte die Universität trotz Schulden mit sechs Studenten starten. Im April 1865 wurde ein Teil der Wilberforce University durch Feuer zerstört. 1887 führte der Staat Ohio eine Lehrerausbildung und eine Abteilung für industrielle Fertigung ein. Nebst Wissensvermittlung waren Erziehung und praktische Arbeit wichtige Bestandteile der Ausbildung an dieser Universität.
Wilberforce University hat im 21. Jahrhundert um die 20 akademische Abteilungen, wovon Wirtschaft, Management, Kommunikation, Informatik, Ingenieurwissenschaften, Geisteswissenschaften, Naturwissenschaften, Sozialwissenschaften und Gesundheitswissenschaften die wichtigsten sind. Der Campus hat eine Größe von 125 Acres, die Sportmannschaften der Wilberforce University heißen Bulldogs.
Im Jahr 2024 waren 714 Studierende eingeschrieben, 544 davon absolvieren ein Undergraduate-Studium. Von den Studierenden sind 59 Prozent Frauen und 97 Prozent sind People of Color. Präsident ist Elfred Anthony Pinkard. Die Universität war im Jahr 2023 62. im Ranking der Colleges des Mittleren Westens.

## Bekannte Absolventen
- Charlotte Maxeke (1871 oder 1872–1939), südafrikanische Missionarin, Abolitionistin und Sozialaktivistin
- Victoria Gray Adams (1926–2006), Bürgerrechtlerin
- Regina M. Anderson (1901–1993), Dramatikerin, Mitglied der Harlem Renaissance
- Tiny Bradshaw (1905–1958), Jazz- und Rhythm-&-Blues-Musiker
- Hallie Quinn Brown (1849–1949), Lehrerin, Autorin und Aktivistin
- Leontyne Price (* 1927), Sopranistin
- George Russell (1923–2009), Jazzkomponist
- William Grant Still (1895–1978), Komponist und Dirigent
- Dorothy Vaughan (1910–2008), US-amerikanische Mathematikerin und Fortran-Programmiererin der NASA
- Ben Webster (1909–1973), Jazzsaxophonist
- William Julius Wilson (* 1935), Soziologie-Professor in Harvard
- Charles Young (1864–1922), erster schwarzer Oberst der US Army, für den 2013 das Charles Young Buffalo Soldiers National Monument eingerichtet wurde